# Víťaz
Víťaz és un poble i municipi d'Eslovàquia. Es troba a la regió de Prešov, al nord del país.

## Història
La primera referència escrita de la vila data del 1272.

## Demografia
| Godina             | 1994 | 2004   | 2014   | 2024   |
| ------------------ | ---- | ------ | ------ | ------ |
| Nombre de persones | 1768 | 1937   | 2056   | 2040   |
| Diferència         |      | +9,55% | +6,14% | −0,77% |

| Godina             | 2023 | 2024   |
| ------------------ | ---- | ------ |
| Nombre de persones | 2018 | 2040   |
| Diferència         |      | +1,09% |